# 基斯·博甘斯
基思·拉蒙·博甘斯（英語：1980年5月12日—），出生於美國的華盛頓特區，美國職業籃球運動員，司職鋒衛搖擺人。

## 高中/大學時代
博甘斯畢業於DeMatha天主教高中，並且在第二年就入選了高中全美第一陣容。他在教練摩根·伍特恩的指導下帶領DeMatha高中取得了34勝1負的佳績，在1999年讓隊伍名列全美第三。之後他進入了肯塔基大學學習，在教練圖比·史密斯的指導下成為了四年的主力。他在2002到2003賽季帶領隊伍以16勝0負的成績橫掃了西南賽區，並且在NCAA比賽中取得了前八。

## NBA生涯
博甘斯在2003年NBA選秀中第43位被密爾沃基雄鹿隊選中，但是立刻被交易到了奧蘭多魔術隊。博甘斯在他的新秀賽季中出席了半數比賽，取得了平均每場6.8分、4.3籃板和2.9次助攻的成績。但是魔術隊還是在2004年9月1日用他和夏洛特山貓隊交換來了布蘭登·亨特。
博甘斯在04-05賽季中為夏洛特山貓隊效力，在76場比賽中有42場首發上場，平均每場取得9.6分。
2006年2月9日，被交換到了休斯敦火箭隊，用來交易的球員是朗尼·巴克斯特。有趣的是，他在大學的隊友查克·海耶斯和傑拉德·菲奇也同在火箭隊，2006賽季結束後博甘斯又被交換回奧蘭多魔術。

## 外部連結
- NBA職業生涯個人資料（页面存档备份，存于）
- ClutchFans.net Keith Bogans Profile（页面存档备份，存于） - Houston Rocket Fan Site